# Provodov-Šonov
Provodov-Šonov (německy Prowodow-Schonow) je obec v okrese Náchod v Královéhradeckém kraji. Žije zde přibližně 1 200 obyvatel.

## Název
Název vsi se odvozuje od vlastního jména Provod/Prowod, původně to byl Provodův dvůr.

## Historie
První písemná zmínka o obci pochází z roku 1213, kdy král Přemysl Otakar I. daroval vsi Provodov a Nesvačily klášteru benediktinů v Břevnově a podřídil ji propropboštství v Polici. Utrakvistické období církve dokládá renesanční cínový kalich, předaný do sbírky Regionálního muzea v Náchodě.

## Obyvatelstvo
| Rok            | 1869  | 1880  | 1890  | 1900  | 1910  | 1921  | 1930  | 1950  | 1961 | 1970 | 1980 | 1991  | 2001  | 2011  | 2021  |
| -------------- | ----- | ----- | ----- | ----- | ----- | ----- | ----- | ----- | ---- | ---- | ---- | ----- | ----- | ----- | ----- |
| Počet obyvatel | 1 284 | 1 376 | 1 398 | 1 384 | 1 396 | 1 288 | 1 261 | 1 016 | 971  | 945  | 920  | 1 000 | 1 029 | 1 145 | 1 192 |
| Počet domů     | 211   | 221   | 232   | 242   | 254   | 263   | 281   | 310   | 268  | 240  | 243  | 310   | 328   | 381   | 410   |

## Obecní správa
Obec Provodov-Šonov vznikla 1. července 1985 sloučením dvou obcí, jimiž jsou Provodov a Šonov.

### Části obce
- Kleny (k. ú. Kleny)
- Provodov (k. ú. Provodov)
- Šeřeč (k. ú. Šeřeč a Domkov)
- Šonov u Nového Města nad Metují (k. ú. Šonov u Nového Města nad Metují)
- Václavice (k. ú. Provodov)

### Obecní symboly
Znak a vlajka byly obci uděleny rozhodnutím předsedy Poslanecké sněmovny Parlamentu České republiky dne 15. prosince 1998.

## Doprava
Katastrální území obce procházejí silnice první třídy číslo 14 a 33. V obecní části Václavice se nachází nádraží, které tvoří důležitý regionální železniční uzel. Dále se v obci nachází několik autobusových zastávek.